# Private Use Area
In Unicode sind spezielle Bereiche als Private Use Areas (PUA, englisch für „Bereiche für den eigenen Gebrauch“) ausgewiesen. Den Codepunkten in diesen Bereichen werden in Unicode keine standardisierten Zeichen zugewiesen. Somit können sie für als privat definierte Zeichen verwendet werden, die zwischen den Erzeugern und Verwendern der Texte, die sie enthalten, individuell abgesprochen sein müssen. Solche Vereinbarungen können z. B. in dem gemeinsamen Verwenden einer Schriftartdatei bestehen, in denen solche Zeichen zur Verwendung bereitgestellt werden.

## Codebereiche
Der Unicode-Standard weist die im Folgenden beschriebenen drei Bereiche als für den eigenen Gebrauch der Nutzer bestimmt aus.

### Private Use Zone
Die Private Use Zone liegt in der Ebene 0 (BMP, Basic Multilingual Plane) und umfasst den Bereich von U+E000 bis U+F8FF. Das sind 6400 Codepunkte.
Welche Zeichen eine Schriftart in der Private Use Zone definiert hat, kann mit der Vorlage:Private-Use-Area-Test ermittelt werden.

### Private Use Planes
Die Unicode-Ebenen 15 und 16 enthalten nur die beiden Blöcke Supplementary Private Use Area-A bzw. -B. Anstatt von PUA-A und PUA-B ist daher teilweise auch zusammenfassend von Private Use Planes (PUP) die Rede.

#### Supplementary Private Use Area-A
Die Supplementary Private Use Area-A umfasst die komplette Ebene 15, also den Bereich von U+F0000 bis U+FFFFD. Das sind 65534 Codepunkte.
Welche Zeichen eine Schriftart in der Supplementary Private Use Area-A definiert hat, kann mit der Vorlage:Supplementary-Private-Use-Area-A-Test ermittelt werden.

#### Supplementary Private Use Area-B
Die Supplementary Private Use Area-B umfasst die komplette Ebene 16, also den Bereich von U+100000 bis U+10FFFD. Das sind 65534 Codepunkte.
Welche Zeichen eine Schriftart in der Supplementary Private Use Area-B definiert hat, kann mit der Vorlage:Supplementary-Private-Use-Area-B-Test ermittelt werden.

## Verwendung
Die Zuordnung von Zeichen zu Codepoints wird in diesen Bereichen nicht vom Unicode-Konsortium reglementiert. Es existieren jedoch verschiedene Organisationen und Initiativen, die die Vergabe von Zeichencodes in diesen Bereichen koordinieren.

### Medieval Unicode Font Initiative
Die Medieval Unicode Font Initiative (MUFI) koordiniert die Kodierung historischer Zeichen, Zeichenvarianten und Ligaturen und vergibt dafür Codepoints aus der Private Use Zone, vorwiegend aus dem Bereich U+E000 bis U+EFFF.

### Verwendung unter Linux
Unter Linux wurde die Private Use Zone in zwei Bereiche geteilt:
- U+E000 … U+EFFF : „End User Zone“
- U+F000 … U+F8FF : „Linux Zone“
  - U+F000 … U+F7FF : 1:1-Mapping auf die Zeichen des aktuellen Console-Fonts
  - U+F800 … U+F8FF : linuxweit festgelegte Zeichen, die unter Linux benötigt/gewünscht sind, aber noch nicht in Unicode enthalten sind.

Die End User Zone steht für den Endanwender zur freien Verfügung.
Die Linux Zone wird für betriebssysteminterne Zwecke reserviert. Dabei wird der Bereich von U+F000 bis U+F7FF genutzt, um ein 1:1-Mapping der verwendeten Bildschirmschriftart für die Console abzudecken. Das ermöglicht es Programmen wie consolechars, alle Zeichen der gerade verwendeten Bildschirmschriftart auch ohne Kenntnis ihrer Zeichenkodierungen darzustellen. Da die Textconsole von Linux maximal 512 Zeichen in einer Bildschirmschriftart unterstützt, ist dieser Bereich mehr als ausreichend. Der Bereich von U+F800 bis U+F8FF wird für Zeichen benutzt, die unter Linux benötigt oder gewünscht werden, die jedoch (noch) nicht im Unicode-Zeichensatz enthalten sind:
| Codepoint | Zeichen                                                          | Bemerkung                                                                                       |
| --------- | ---------------------------------------------------------------- | ----------------------------------------------------------------------------------------------- |
| U+F800    | DEC VT GRAPHICS HORIZONTAL LINE SCAN 1                           | mit Aufnahme dieser Zeichen in Unicode 3.2 sind diese 4 Codepositionen veraltet („deprecated“). |
| U+F801    | DEC VT GRAPHICS HORIZONTAL LINE SCAN 3                           | mit Aufnahme dieser Zeichen in Unicode 3.2 sind diese 4 Codepositionen veraltet („deprecated“). |
| U+F803    | DEC VT GRAPHICS HORIZONTAL LINE SCAN 7                           | mit Aufnahme dieser Zeichen in Unicode 3.2 sind diese 4 Codepositionen veraltet („deprecated“). |
| U+F804    | DEC VT GRAPHICS HORIZONTAL LINE SCAN 9                           | mit Aufnahme dieser Zeichen in Unicode 3.2 sind diese 4 Codepositionen veraltet („deprecated“). |
| U+F810    | KEYBOARD SYMBOL FLYING FLAG                                      | Tastensymbol „wehende Flagge“ = Windowstaste                                                    |
| U+F811    | KEYBOARD SYMBOL PULLDOWN MENU                                    | Tastensymbol Menü                                                                               |
| U+F812    | KEYBOARD SYMBOL OPEN APPLE                                       | Tastensymbol „leerer Apfel“                                                                     |
| U+F813    | KEYBOARD SYMBOL SOLID APPLE                                      | Tastensymbol „ausgefüllter Apfel“                                                               |
| U+F8D0    | Buchstaben und Zahlzeichen der fiktionalen Klingonischen Sprache | Buchstaben und Zahlzeichen der fiktionalen Klingonischen Sprache                                |
| U+F8FF    | Buchstaben und Zahlzeichen der fiktionalen Klingonischen Sprache | Buchstaben und Zahlzeichen der fiktionalen Klingonischen Sprache                                |

Die Vergabe der Codepunkte in der „Linux Zone“ wird von der Linux Assigned Names and Numbers Authority (LANANA) koordiniert.

### ConScript Unicode Registry
Dieses Freiwilligenprojekt koordiniert die Aufnahme fiktionaler Schriften, die in Romanen oder Filmen verwendet werden, wie den Sprachen aus der Mittelerde-Fantasiewelt von J. R. R. Tolkien. Sie vergibt Codepoints in allen 3 privaten Unicodeblöcken und koordiniert sich dabei mit der LANANA, nicht jedoch mit der MUFI.

### Weitere Verwendungen
- SIL PUA für Sonderbuchstaben diverser Minderheitensprachen weltweit[6]
- Languagegeek für indigene Sprachen Nordamerikas[7]

- Die Pseudo-Zeichenkodierung x-user-defined kann benutzt werden, um Binärdaten in eine Unicode-Zeichenkette zu kodieren: Es werden die Oktette mit den Werten 00hex … 7Fhex  als U+0000 … U+007F kodiert, und die Oktette 80hex … FFhex als Unicode-Zeichen U+F780 … U+F7FF.[8]